# Bono-Ighinu-Kultur

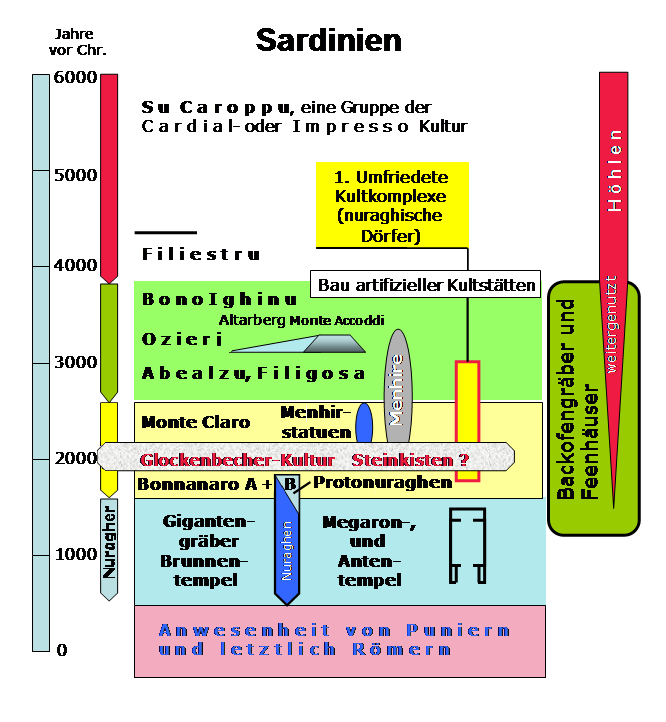
Kulturenfolge

Die Bono-Ighinu-Kultur (auch Bonu-Ighinu-Kultur, 4700–4000 v. Chr.) ist nach ihrem ersten Fundort, nahe der Landkirche Santa Maria di Bonu Ighinu (Bonu Ighinu heißt auf Sardisch ‚Guter Nachbar‘) bei Mara in der Provinz Sassari auf Sardinien benannt.
Die Kulturen von Su Caroppu, Grotta Verde und Filiestru gingen ihr voraus. Die neu entdeckte Kultur von San Ciriaco und die Ozieri-Kultur folgten ihr nach. Funde aus den nahen Höhlen Sa 'Ucca de su Tintirriolu (Fledermausloch) und Grotta Filiestru bestätigen diese Abfolge. Gleichzeitig wird deutlich, dass Bonu Ighinu und Ozieri zwei Stufen derselben Kultur sind.

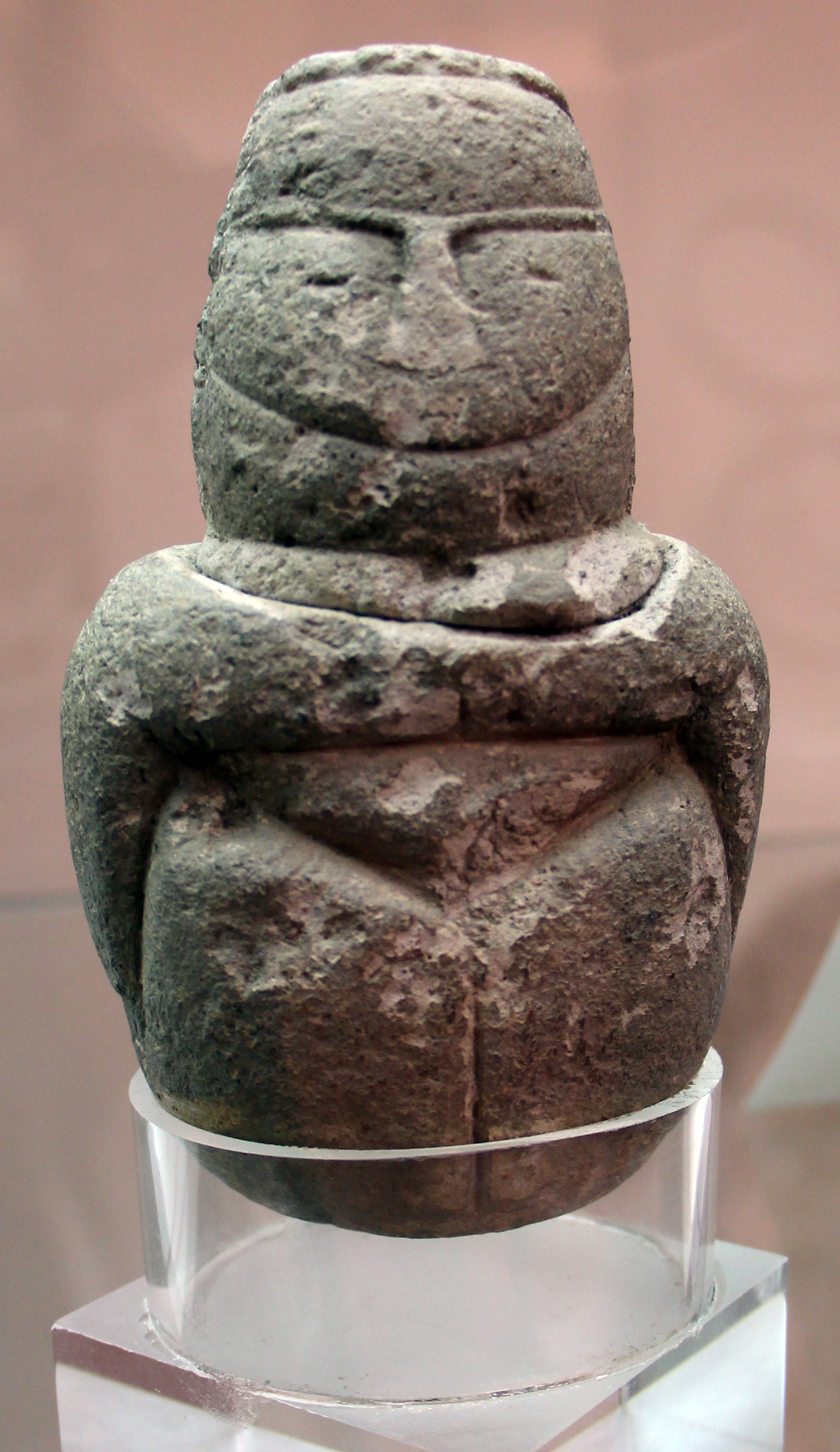
Muttergottheit

In den Kulturschichten von Bonu Ighinu treten erstmals fettleibige, weibliche Idole auf, die zumeist als Darstellung der „Dea Madre“, der Großen Mutter, interpretiert werden. Alle wesentlichen Kulturelemente haben in den zeitgenössischen Kulturen des Festlandes, von Sizilien bis Südfrankreich ihre Entsprechungen. Kontakte werden durch die Verbreitung des vom Monte Arci stammenden Obsidians bestätigt.

## Keramik
Herausragend ist die Qualität der sardischen Keramik, die in der Bono-Ighinu-Kultur ihre erste große Blüte erreicht. Es sind Töpfe und tiefe Kumpfe mit knickartigem Übergang von der sanften Bauchwölbung auf die konvexe Halszone. In die dunkel glänzende Oberfläche sind Muster eingeritzt oder eingestochen, die die Gefäßform unterstreichen. Charakteristisch sind schmale, häufig mit plastischem Beiwerk verzierte senkrechte, teriomorphe (tiergestaltige) Ösenhenkel.

## Backofengräber
Grabungen auf der Sinis-Halbinsel haben auf dem Hügel Cuccuru S’Arriu einen Kult- und Begräbnisplatz aufgedeckt, dessen Belegung bzw. Nutzung bis in die Bonu-Ighinu-Kultur zurückgeht. Einzelbestattungen in mastabaartig ausgehöhlten Schächten mit seitlichen blasenförmigen Grabhöhlen waren senkrecht in den Sandstein gearbeitet. Die Tradition der späteren, horizontalen Domus de Janas reicht somit bis ins 4. Jahrtausend zurück.
Die zwei Meter unter dem Bodenniveau gelegenen Grabkammern waren mit Steinplatten ausgelegt bzw. verschlossen. Der Tote in linksseitiger Hockerstellung und seine Grabstätte waren mit rotem Ocker bestäubt. Eine Idolfigur, vier Tongefäße ein Bündel aus 50 Knochenspießen, vier separate Knochenspieße, mehrere verstreute Steinperlen, einige Obsidiansplitter und Kernsteine aus Obsidian gehören zu den Grabbeigaben.